# Yushu, Changchun
Yushu är en stad på häradsnivå som lyder under provinshuvudstaden Changchuns stad på prefekturnivå i Jilin-provinsen i nordöstra Kina.